# Carusa
Carusa (en griego, Κάρουσσα) era el nombre de una antigua ciudad situada en la costa sur del Mar Negro. 
La ciudad de Carusa es citada en el Periplo de Pseudo-Escílax, donde se la menciona en una sucesión de ciudades griegas pertenecientes a Asiria, y a continuación de ella ubica Sinope. También se la cita en el anónimo Periplo del Ponto Euxino, donde se dice que era un emporio situado en un puerto protegido de los vientos del oeste y se la ubica a setenta estadios del río Evarco y a sesenta de Gurzubanthum. En otro Periplo del Ponto Euxino, obra de Arriano, se la sitúa a ciento cincuenta estadios de Sinope y a otros ciento cincuenta de Zagora.
Se ha sugerido que formó parte de la liga de Delos pero no es segura la aparición de Carusa en una de las listas de tributos a Atenas.